# Калвилано (Пезаро и Урбино)
Калвилано је насеље у Италији у округу Пезаро и Урбино, региону Марке.
Према процени из 2011. у насељу је живело 105 становника. Насеље се налази на надморској висини од 919 м.